# اولد پرادنیا
اولد پرادنیا (به لاتین: Old Peradeniya) یک منطقهٔ مسکونی در سری‌لانکا است که در استان مرکزی (سری‌لانکا) واقع شده‌است.